# 36-й стрелковый корпус (1-го формирования)
36-й стрелковый корпус — воинское соединение Вооружённых сил СССР до и во время Великой Отечественной войны.

## История
Управление корпуса сформировано в августе 1939 года в Киевском Особом военном округе.
16 сентября 1939 года управление корпуса вошло в состав Украинского фронта.
28 июня 1940 года управление корпуса вошло в состав Южного фронта.
С 22 июня 1941 года корпус участвовал в Великой Отечественной войне 1941—1945 годов.
Корпус расформирован 13 июля 1941 года.

## Полное название
36-й стрелковый корпус

## Командование
Командиры корпуса
- Пшенников, Пётр Степанович, генерал-лейтенант (27.04.1940 по 25.05.1941)[1]
- Сысоев, Павел Васильевич, генерал-майор (с 23.06.1941 по 01.09.1941)[2]

Заместители командира корпуса
- Остапенко, Филимон Петрович, заместитель командира корпуса по политической части.

Начальники штаба корпуса
- Казаковцев, Аркадий Козьмич комбриг, с 04.06.1940 генерал-майор   (с 01.04.1940 по 22.06.1940)

## Состав
На 2.10.1939:
- 135-я стрелковая дивизия[3]
- 169-я стрелковая дивизия[3]
- 176-я стрелковая дивизия[3]

Боевой состав с 22.06.1941 по 16.02.1945:
- 146-я стрелковая дивизия 22.06.1941 — 13.07.1941
- 228-я стрелковая дивизия 22.06.1941 — 02.07.1941
- 176-я стрелковая дивизия 25.06.1941 — 29.06.1941(квартировалась в Бельцы, Молдова, в подчинение не попала)
- 274-я стрелковая дивизия 20.05.1943 — 24.01.1944
- 359-я стрелковая дивизия 20.05.1943 — 27.12.1943
- 82-я стрелковая дивизия 13.08.1943 — 20.08.1943
- 371-я стрелковая дивизия 10.12.1943 — 15.04.1944
- 215-я стрелковая дивизия 27.01.1944 — 16.04.1944
- 43-я гвардейская танковая бригада 17.02.1944 — 24.02.1944
- 199-я стрелковая дивизия 15.03.1944 — 14.04.1944
- 220-я стрелковая дивизия 17.04.1944 — 09.10.1944
- 176-я стрелковая дивизия 22.01.1945 — 15.02.1945
- 352-я стрелковая дивизия 30.01.1945 — 11.05.1945
- 173-я стрелковая дивизия 06.02.1945 — 11.05.1945
- 157-я стрелковая дивизия 13.02.1945 — 16.02.1945[4]

## 1939 год
Управление корпуса сформировано в августе в Киевском Особом военном округе (далее КОВО).
16 сентября управление корпуса вошло в состав Украинского фронта во время военного похода Красной Армии в восточные районы Польши — Западную Украину по освобождению рабочих и крестьян от гнёта капиталистов и помещиков. В Действующей армии управление корпуса было 17 — 28.09.1939 г.
Ко 2 октября корпус входил в состав Кавалерийской армейской группы Украинского фронта (далее УФ).
Состав корпуса:
- 135-я стрелковая дивизия.
- 169-я стрелковая дивизия.
- 176-я стрелковая дивизия.

## 1940 год
В июне — июле корпус передислоцирован в Северную Буковину освобожденую Румынией. После освобождения рабочих и крестьян от гнёта капиталистов и помещиков. Корпус был в составе 5-й армии Южного фронта (далее ЮФ).
После 10 июня управление корпуса с корпусными частями должно было прибыть в Дунаевцы. Марш корпус должен был совершать с маскировкой и по ночам.
По директиве наркома обороны СССР и начальника Генштаба № 101396/сс управление 36-го ск, 169-я и 130-я стрелковые дивизии к 22.00 24 июня должны были развернуться на фронте Калюс, Ямполь. Могилёв-Ямпольский укреплённый район здесь прикрывал участок госграницы.
27 июня
Практически все войска Южного фронта (командующий — генерал армии Г. К. Жуков, член Военного совета — корпусной комиссар В. Н. Борисов, начальник штаба — генерал-лейтенант Н. Ф. Ватутин) были подтянуты и развёрнуты в соответствии с планом. Часть войск 5-й армии, развёрнутой на Волыни, была переподчинена 6-й и 12-й армиям. Штаб 5-й армии (командующий на время операции — генерал-лейтенант В. Ф. Герасименко) был в Дунаевцы, где ему были подчинены 36-й и 49-й стрелковые корпуса.
К вечеру почти все войска фронта были развёрнуты в соответствии с планом. 5-я армия развернулась на Волыни. Штаб армии в Дунаевцы. Командующим войсками армии назначен генерал-лейтенант В. Ф. Герасименко (на время операции). Состав армии: 36-й и 49-й стрелковые корпуса.
28 июня управление корпуса вошло в состав Южного фронта во время передислокации Красной Армии в освобождённые районы Румынией в СССР.
В июле управление 5-й армии расформировано. Войска убыли к местам постоянной дислокации.

## Великая Отечественная война

### 1941 год
9 июня
Военный совет округа принял решение в войсках второго эшелона округа иметь носимый запас патронов при каждом ручном и станковом пулемёте, гранаты, хранящиеся на складах, распределить по подразделениям, половину боекомплекта снарядов и мин иметь в снаряжённом состоянии, создать запас топлива не менее двух заправок.
16 июня 1941 года 228-я стрелковая дивизия получила приказ штаба 36-го стрелкового корпуса выступить учебным маршем по маршруту Житомир — Барановка — Шепетовка — Славута — Острог — Дубно.
В 18.00 18 июня 1941 года 228-я стрелковая дивизия выступила ночным маршем по указанному штабом 36-го стрелкового корпуса маршруту.
21 июня
Корпус входил в состав КОВО, находился в резерве.
22 июня, воскресенье.
С началом боевых действий корпус вошёл в состав Юго-Западного фронта (далее ЮЗФ), находился в резерве.
Состав корпуса:
- 146-я стрелковая дивизия.[8]

Командир дивизии генерал-майор Герасимов Иван Михайлович.
- 228-я стрелковая дивизия.[8]

Командир дивизии полковник Ильин Александр Михайлович.
8.00
Дивизии корпуса шли на запад по двум маршрутам на указанный рубеж юго-западнее г. Кременец. Северный маршрут проходил через Ямполь. Южный маршрут проходил через Волочиск. Корпус находился в районе Ямполь, Волочиск.
21.15
Народный комиссар обороны СССР Маршал Советского Союза приказал командующему войсками фронта генерал-полковнику М. П. Кирпоносу силами 5-й и 6-й армий нанести удары на г. Люблин (Германия) и уничтожить противника.
Для уничтожения войск противника, вторгшихся на территорию СССР на этом направлении, командующий Юго-Западным фронтом решил создать ударные группировки: северную ударную группировку — 22-й, 9-й, 19-й механизированные корпуса и 31-й стрелковый корпус — в районе г. Луцка; южную ударную группировку — 4-й, 8-й, 15-й механизированные корпуса и 37-й стрелковый корпус — в районе г. Броды. На первом этапе операции группировки войск должны были нанести удары на м. Сокаль.
По замыслу командующего 5-я и 6-я армии должны были остановить продвижение противника и обеспечить развёртывание ударных группировок на своих рубежах. 36-й стрелковый корпус должен был выйти на рубеж г. Дубно — г. Кременец и прикрыть житомирское направление, а 37-й стрелковый корпус выйти юго-западнее г. Кременца, прикрыв тернопольское направление. В г. Тарнополе находился командный пункт Юго-Западного фронта.
23 июня
00.00. 36-й стрелковый корпус входил в состав второго эшелона фронта, ему предстояло пройти 150—200 км до рубежа г. Дубно — г. Кременец для прикрытия житомирского направления.
8.00. С утра бои на границе разгорелись с новой силой. Войска 5-й и 6-й армий, сдерживая превосходящего противника, отстаивали каждую пядь советской земли. По приказу комфронта войска корпуса шли на указанный рубеж г. Дубно — г. Кременец.
Командиром корпуса назначен генерал-майор Сысоев Павел Васильевич.
12.00. В районе Луцк, Броды, Ровно разворачивалось самое крупное встречное танковое сражение. Первыми вступили в бой 15-й и 22-й механизированные корпуса.

## В управлении корпуса служили
- подполковник В. И. Белодед — в 1940-1941 гг. начальник оперативного отдела — помощник начальника штаба корпуса.